# 一色五郎
一色 五郎（いっしき ごろう）は、室町時代の武士。元の名前は庄四郎五郎で、足利義政の奉公衆であった。

## 概要
『蔭涼軒日録』長禄2年（1458年）12月29日条などによると、足利義政の奉公衆であった庄四郎五郎は、義政によって一色姓を名乗ることを許され、一色五郎と改名した。これについて谷口雄太は、四郎五郎が近江国で佐々木氏との間に所領問題を抱えており、それに関する訴訟を有利に進めるために足利一門である一色氏に改名したと推察している。
なお、五郎は一色大蔵大輔の弟である茂叔集樹と縁戚であるために一色を名乗ったとされる。